# Schweizer SGS 2-32
El Schweizer SGS 2-32 es un planeador estadounidense de ala media y dos o tres plazas, construido por Schweizer Aircraft de Elmira (Nueva York).
El 2-32 fue diseñado para ser el planeador biplaza disponible de mejores prestaciones, cuando voló por primera vez en 1962. El 2-32 ha sido usado como planeador para turistas, entrenador, velero de viaje y de gran altitud, y ha establecido muchas plusmarcas estadounidenses y mundiales. Se completó un total de 87 aviones.

## Diseño y desarrollo
El SGS 2-32 fue concebido como un velero de construcción en masa de modestas prestaciones para actuar como refuerzo del entrenador SGU 2-22, entonces de uso común en Norteamérica. Tras un cuidadoso examen del mercado potencial, la compañía decidió en su lugar producir un velero de mayores prestaciones con una envergadura mayor.
El diseño del 2-32 se inició en 1961 y se completó con la certificación bajo el Certificado de Tipo G1EA, el 19 de junio de 1964.
El 2-32 es totalmente metálico, con fuselaje semimonocasco de aluminio y alas cantilever de 17,37 m de envergadura. Dispone de frenos de picado superiores e inferiores y un estabilizador totalmente móvil.
El avión acomoda a dos o tres personas, con un asiento en la cabina delantera y un asiento doble de banco en la trasera, adecuada para dos personas más pequeñas, de 68 kg cada una, como máximo. A menudo, el avión es descrito como un "2 asientos y medio".
La habilidad de llevar a dos pasajeros, más su completo y cómodo interior han hecho del 2-32 un avión popular con operadores comerciales de planeadores que realizan vuelos turísticos. La habilidad de llevar dos pasajeros dobla la rentabilidad de los vuelos.
El primer avión a cliente fue entregado en 1964, poco después de que se completara la certificación.
El Certificado de Tipo pertenece actualmente a K & L Soaring de Cayuta, Nueva York. K & L Soaring proporciona actualmente todas las piezas y da apoyo a la línea de veleros Schweizer.

### Diseños derivados

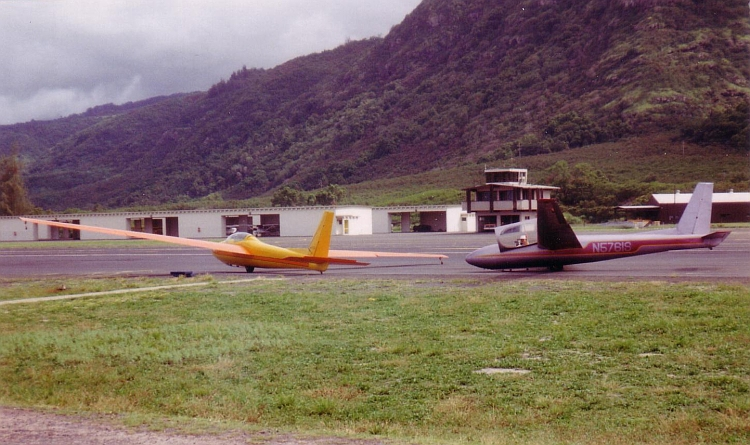
Dos SGS 2-32 usados para vuelos turísticos, Dillingham Airfield Oahu, 1993.

El SGS 2-32 ha sido la base de varios diseños derivados, incluyendo:
- Bede BD-2, avión experimental de largo alcance diseñado por Jim Bede.[5]
- Lockheed QT-2, QT-2PC, QT-2PCII, X-26B (ver Schweizer X-26 Frigate).
- Lockheed YO-3, avión silencioso de vigilancia.[5]
- LTV L450F, prototipo de avión silencioso de reconocimiento.[8]
- LTV XQM-93, turbohélice, avión pilotado remotamente.[5]
- Ryson STP-1 Swallow, planeador a motor.[9]
- Schweizer X-26 Frigate, entrenador de acoplamiento de guiñada/alabeo de la Armada estadounidense.[10]

## Historia operacional
Tan pronto como entró en servicio, muchos pilotos se dieron cuenta de que este velero biplaza de altas prestaciones sería ideal para batir muchos de los récords para biplazas, establecidos previamente por planeadores de menores prestaciones.
Al mismo tiempo, el 2-32 ostentó los récords de velocidad para biplazas en recorridos de 100 km, 300 km y 500 km, así como muchos récords de distancia, salida y regreso, y de altitud, tanto en las categorías masculina como femenina. Los 2-32 también fueron volados en los Nacionales de los Estados Unidos de 1964.
Algunos de los récords establecidos por pilotos que pilotaban 2-32 incluyen:
- Récord mundial de vuelo de salida y regreso para biplazas, 654 km, 23 de mayo de 1970, Joe Lincoln y Cris Crowl. El 2-32 de Lincoln, llamado Cibola, tenía instaladas unas alas especiales más largas de 20 m de envergadura que aumentaban aún más las prestaciones.[4]
- Récord mundial de velocidad para biplazas sobre un Triángulo de 100 km, 120 km/h, 1971, Joe Lincoln.[4]
- Récord mundial femenino para biplazas de altitud absoluta, 10 809 m (35 463 pies), y altitud ganada, 7848 m (24 545 pies), 5 de marzo de 1975, Babs Nutt.[1][3]

En mayo de 2014, todavía había 58 2-32 registrados en los Estados Unidos y uno más en Canadá.
En servicio con la USAF en la Academia de la Fuerza Aérea de los Estados Unidos, el 2-32 fue conocido como TG-5.

## Aviones en exhibición
El National Soaring Museum tiene dos SGS 2-32 en su colección, el N2767Z y el N8600R, el prototipo. Este último está actualmente en préstamo y en exhibición en el Evergreen Aviation & Space Museum en McMinnville (Oregón).

## Operadores
Estados Unidos
- Fuerza Aérea de los Estados Unidos

## Especificaciones (2-32)
Referencia datos: The World's Sailplanes:Die Segelflugzeuge der Welt:Les Planeurs du Monde Volume II y Colorado Soaring Association

### Características generales
- Tripulación: Uno (piloto)
- Capacidad: Dos pasajeros
- Longitud: 8,2 m (26,7 ft)
- Envergadura: 17,4 m (57 ft)
- Altura: 1,22 m en la cabina
- Superficie alar: 16,7 m² (179,8 ft²)
- Perfil alar: Raíz: NACA 633618, Mitad: NACA 633618, Punta: NACA 43 012A
- Peso vacío: 377 kg (830,9 lb)
- Peso cargado: 648 kg (1428,2 lb)
- Alargamiento: 18,05

### Rendimiento
- Velocidad nunca excedida (Vne): 252 km/h (157 MPH; 136 kt)
- Velocidad de entrada en pérdida (Vs): 74 km/h (46 MPH; 40 kt)
- Carga alar: 29,3 kg/m² (6 lb/ft²)
- Límites g: +5,8 -3,8 a 264 km/h
- Tasa máxima de planeo: 35 a 90 km/h
- Régimen de descenso: 0,63 m/s (124 pies/min) a 74 km/h

## Aeronaves relacionadas

### Secuencias de designación
- Secuencia Numérica (interna de Schweizer): ← 1-29 - 1-30 - 2-31 - 2-32 - 2-33 - 1-34 - 1-35 →
- Secuencia TG-_ (Planeadores de Entrenamiento estadounidenses, 1962-presente): ← TG-2 - TG-3 - TG-4 - TG-5 - TG-6 - TG-7 - TG-8  →